# Local Heroes

Logo

Local Heroes ist ein nichtkommerzielles Netzwerk für junge Nachwuchsacts (Solisten, Duos, Bands). Jährlich wird der Non-Profit-Musikpreis „local heroes“ verliehen. Ursprünglich ist das Projekt als Wettbewerb gestartet.

## Träger

### Deutschland
Der Contest wird seit 1990 in Deutschland ausgetragen und vom Verein „Aktion Musik / local heroes e. V.“ (Salzwedel) organisiert und koordiniert. Vorrangiges Ziel des Vereins ist es, gute Auftrittsmöglichkeiten für Nachwuchsmusiker zu schaffen und die Musikacts in ihrer Heimatregion und darüber hinaus bekannt zu machen. Mit dem 2010 gegründeten Fördernetzwerk stehen Bands und Solointerpreten eine zusätzliche Plattform für Auftritte, individuelles Coaching, Tourbusse usw. zur Verfügung.
Weitere Projekte des Vereins sind u. a. das Internetmagazin „local-heroes.de“, die „Offene Bühne local heroes warm up“ und local heroes Europe. Des Weiteren ist Aktion Musik / local heroes e. V. Koordinationsstelle des Jugendkulturnetz Sachsen-Anhalt.
Im Soziokulturellen Zentrum „Hanseat“ in Salzwedel betreibt der Verein die „Jugend-Kultur-Etage“. Im Rahmen offener Jugendarbeit befinden sich dort u. a. Proberäume und das „one louder-Studio“.

### Österreich
Hier hat die landesweite Koordination der Verein „enemy.at“ übernommen. Die Zielsetzung ist mit der des Vereines „Aktion Musik / local heroes e. V.“ gleichzusetzen.
Neben der Koordination des Local Heroes Austria werden durch enemy.at auch Konzerte und Festivals organisiert und auch ein Internetmagazin betrieben. Es existiert eine Kooperation mit dem Webradio Radio7.at.

### Ungarn
Seit 2006 findet Local Heroes Hungary im Zuge des Festivals „Rockmarathon“ in Pécs statt.

### Rumänien
Seit 2010 findet Local Heroes Rumänien ebendort statt. Organisiert wird der Contest von „Siebenbürgen Event Management“.

### Schweiz
Seit Ende 2011 wird Local Heroes vom in Basel ansässigen Verein „leimbeat.ch“ auch in der Schweiz vertreten. Die Besonderheit am Leimbeat Bandcontest ist, dass der gesamte Event, Castings, Auftritte und Rahmenprogramm von Jugendlichen selbst organisiert und durchgeführt wird. Der Verein setzt seine Ideen und Visionen im Einklang mit den Bedürfnissen der lokalen Nachwuchsmusikszene um. Leimbeat ist Jugendliche für Jugendliche, aus der Szene für die Szene.

### Übriges Europa
Im November 2010 wurde das erste Europafinale des Local-Heroes-Contests local heroes yourope in Pécs ausgetragen. Teilnehmende Länder waren Ungarn, Slowakei, Österreich, Kroatien, Belgien, Rumänien, Dänemark und Deutschland. Gewonnen hat die Band Rufus Spencer aus Dänemark.
Aus finanziellen Gründen fand 2011 kein Europafinale statt. 2012 war das Europafinale im November in Wien. 2013 wurde das Europafinale in Magdeburg ausgetragen.

## Ablauf

### Deutschland
In den Landesausscheiden der teilnehmenden Bundesländer wird jeweils ein Sieger ermittelt. Dabei haben der individuellen Spielregeln entsprechend Publikum und Jury einen von Land zu Land unterschiedlichen Stimmanteil.
Die Landessieger treten dann noch einmal in einem Bundesfinale gegeneinander an. Am Ende gibt es einen offiziellen Publikumsgewinner und einen Gewinner der Jurywertung. Seit 2020 wird das Bundesfinale als Live-Stream online und in ausgewählten Musikclubs oder Kinos ausgestrahlt.
Im Jahr 2010 traten in Deutschland über 1.500 Bands auf. Dabei wurde auf 200 Wettbewerbsveranstaltungen vor rund 90.000 Zuschauern gespielt.

### Österreich
In den Vorrunden treffen je nach Ort und Veranstalter bis zu 12 Bands pro Abend aufeinander. Der Jurysieger und der Publikumssieger gehen in die Zwischenrunde weiter, um sich demselben Procedere zu unterziehen. Die daraus ermittelten Siegerbands spielen dann in den 5 Gebietsfinals (Ost = Wien, Niederösterreich und Burgenland; West = Tirol und Vorarlberg; Nord = Salzburg und Oberösterreich; Süd I = Steiermark; Süd II = Kärnten), aus welchem letztlich die Sieger in das Bundesfinale aufsteigen. Im Bundesfinale werden der Jury- und der Publikumssieger sowie der Gesamtsieger ermittelt. Das Bundesfinale fand bis 2013 jährlich in Wien statt, 2014 wurde es erstmals am Festivalgelände des Surfweltcups in Podersdorf am See ausgetragen.2015 fand das Finale erstmals im Zuge einer „Open Air“ Veranstaltung in der Arena in Wien statt.
2007 bis 2015 waren in Österreich jeweils ca. 300 Bands aus allen Bundesländern am Start. Teilnehmerrekord konnte im Jahr 2013 erzielt werden. Es hatten sich mehr als 400 Bands zum Contest angemeldet! 2017 fand der Wettbewerb nicht statt.

### Schweiz
In den Vorrunden, welche vom Verein Leimbeat veranstaltet und 2012 lediglich in der Region Basel abgehalten wurden, trafen 4 Bands pro Abend aufeinander. Die Sieger konnten erneut ihr Können im Schweizfinale unter Beweis stellen. Als Siegerband im ersten Schweiz-Local Heroes Jahr ging InBalkon hervor.

## Erfolgreiche Teilnehmer
Am Bandwettbewerb in Deutschland nahmen in der Geschichte unter anderem teil: Guano Apes, Madsen, The Muzzy Mystery, Tokio Hotel, Ben*Jammin, Dioramic, Gammalapagos, Odeville, Geist, Denmantau, Dario, MBWTEYP, Balboa Inn, Counterfeit, Café Jazz, Auletta, Liquid Lightning, Frames, Lake Cisco, In May Days, AndiOliPhilipp, The Love Bülow und Stojanov & The Syndicate.

### Sieger in Österreich
- 2005 Tripminus
- 2006 Rooga
- 2007 Occupied
- 2008 Elijah
- 2009 The Austerities
- 2010 Mother’s Cake
- 2011 Gnackwatschn
- 2012 Hot Can Luck
- 2013 Frenzy Foundation
- 2014 Jimmy and the Goofballs
- 2015 Banana Joe Trio

### Jurysieger in Deutschland
- 2007 Odeville (Niedersachsen)
- 2008 Café Jazz (Sachsen)
- 2009 Liquid Lightning (Nordrhein-Westfalen)
- 2010 The Love Bülow (Berlin)
- 2011 Denmantau (Hamburg), The Muzzy Mystery (Sachsen)
- 2012 Down To Date (Berlin)
- 2013 Schmutzki (Baden-Württemberg)
- 2014 Konvoy (Baden-Württemberg)
- 2015 Peak City (Berlin)
- 2016 Mind Trap (Rheinland-Pfalz)
- 2017 Elephant’s Foot (Sachsen-Anhalt)
- 2018 Perez (Baden-Württemberg)
- 2019 Me On Monday (Thüringen)
- 2020 Lilli Rubin (Rheinland-Pfalz)
- 2021 SINU (Rheinland-Pfalz)
- 2022 herr ulrich (Sachsen-Anhalt)

### Sieger in Rumänien
- 2011 Krepuskul

### Sieger in der Schweiz
- 2012 InBalkon

### Sieger in Ungarn
- 2011 Alone In The Moon

### Sieger Europa
- 2010 Rufus Spencer aus Dänemark
- 2012 Down to Date aus Deutschland
- 2013 Denmantau aus Deutschland

## Förderer Deutschland
Der Schirmherr von local heroes ist seit 2016 Rainer Robra, Staatsminister und Minister für Kultur im Land Sachsen-Anhalt. Stephan Dorgerloh, der Kultusminister des Landes Sachsen-Anhalt, war bis April 2016 Schirmherr des Netzwerks. Des Weiteren fördern insbesondere Unternehmen und Organisationen aus Sachsen-Anhalt den 1989 in Sachsen-Anhalt gegründeten Wettbewerb. Auch Sportler wie Stefan Kretzschmar oder Bands wie Madsen, Silly, Subway to Sally oder Adam Perry von The Bloodhound Gang unterstützen ihn als Paten. Zu seinen berühmtesten Teilnehmern zählen außerdem Tokio Hotel oder ZEDD.